# Baelo Claudia

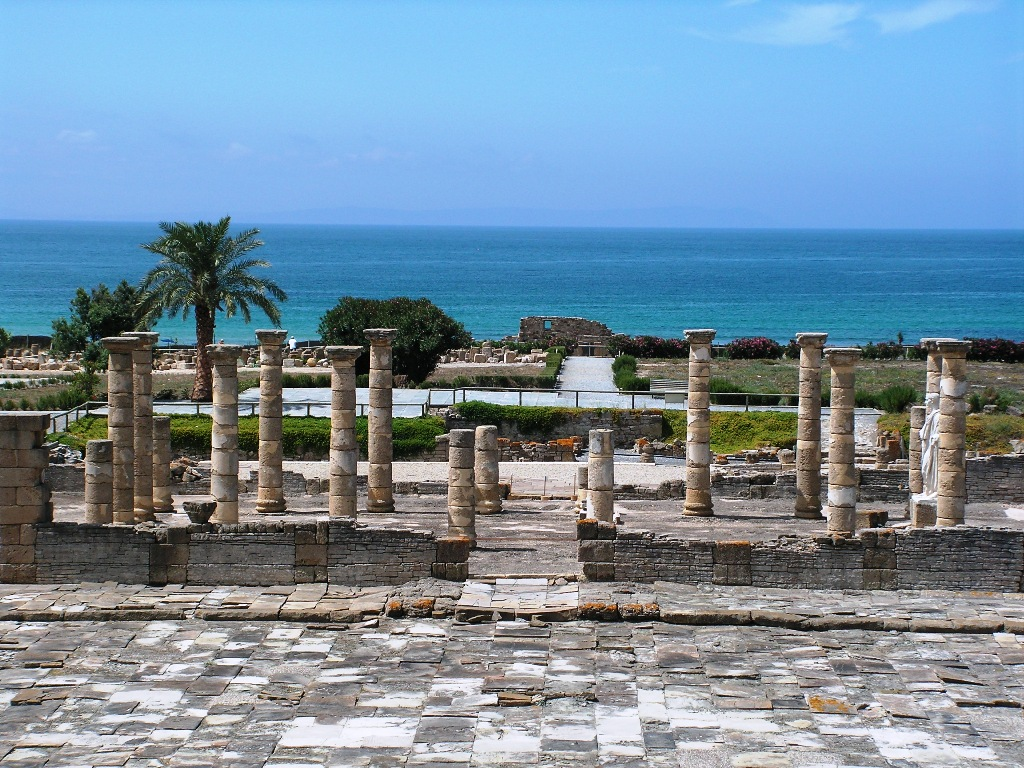
Baelo Claudia

Baelo Claudia (ou Belo Belona) est une ancienne cité romaine, aujourd'hui en ruines, située à Bolonia (es), sur le territoire de la commune espagnole de Tarifa, en Andalousie. Située en bord de mer et protégée par les massifs montagneux de La Plata et de San Bartolomé, la cité bénéficiait d'un environnement favorable à son épanouissement, axé sur la pêche et ses activités dérivées.
Fondée au IIe siècle av. J.-C. sur un ancien établissement carthaginois et phénicien, Baelo Claudia est abandonnée au VIIe siècle. Ses ruines sont redécouvertes au XVIIIe siècle par des érudits et voyageurs. Les fouilles ne commencent toutefois qu'en 1917, et se poursuivent depuis lors, parallèlement à l'étude du site et de son histoire. Le classement intervient en 1925. Le site archéologique est aujourd'hui inclus dans le périmètre du Parc naturel du Détroit, dans la province de Cadix.

## Histoire
La cité naît au IIe siècle av. J.-C. sur un site vraisemblablement occupé dans le passé par les phéniciens et les carthaginois, appelé Bailo ou Baelokun. Son existence et son développement sont liés au commerce avec le nord de l'Afrique, la cité étant le principal port d'échanges avec Tanger. Il est possible que Baelo Claudia ait rempli quelques fonctions administratives, mais la pêche, la salaison et la fabrication du garum représentaient ses principales sources de richesse. Les salaisons constituaient en effet une des spécialités des côtes de la Bétique, et étaient très appréciées dans l'Empire romain. La zone bénéficiait pour cela d'un environnement particulièrement favorable, étant placée sur le lieu de migration annuelle des thons entre l'Atlantique et la Méditerranée.
L'empereur Claude accorda à Baelo Claudia le statut de municipe. C'est précisément à cette époque, entre les Ier et IIe siècles, que la ville traverse sa plus grande période de splendeur. Le commerce atteint son apogée, comme en témoignent les vestiges archéologiques du site. Le nombre élevé d'amphores retrouvées sur place, mais aussi les amphores d'origine hispanique répertoriées dans les dépôts impériaux à Rome, permettent d'identifier avec certitude une intense activité commerciale liée à l'industrie de la salaison. Après le processus de fabrication, les marchandises étaient envoyées dans les grands ports de la Méditerranée, où les salaisons étaient particulièrement recherchées.
Baelo Claudia commence à décliner au milieu du IIe siècle, lorsqu'un séisme la ravage partiellement. À cette catastrophe naturelle s'ajoutent les crises du IIIe siècle et les invasions venues du nord de l'Europe et de Maurétanie, qui aggravent la situation déjà précaire de la cité. En dépit d'un léger rebond, la ville sombre peu à peu dans l'oubli et est définitivement abandonnée au VIIe siècle.

## Le site

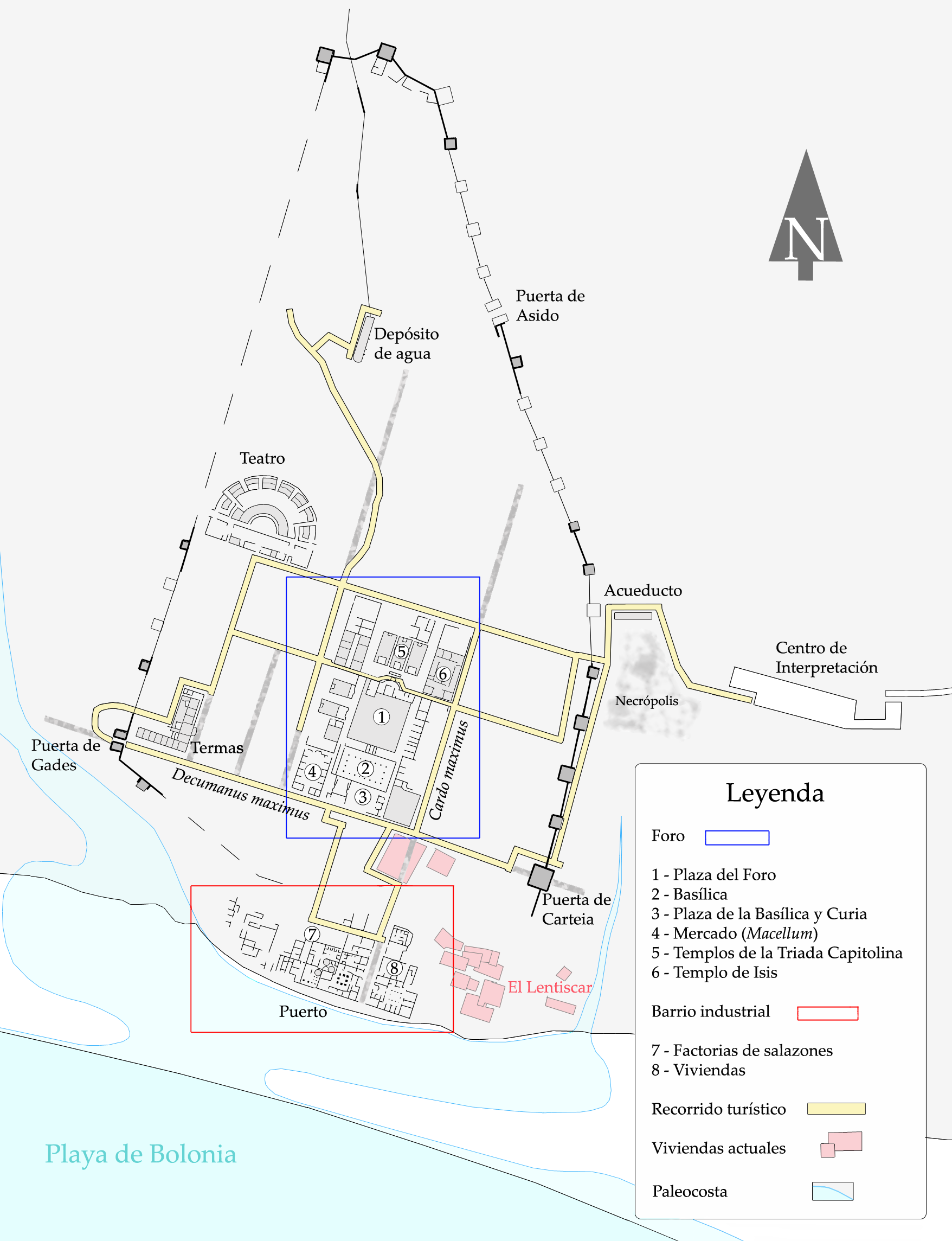
Plan du site archéologique

Les vestiges archéologiques de l'antique cité de Baelo Claudia occupent un site d'une grande beauté, entre mer et montagne. Les fouilles menées depuis quelques décennies ont permis de mettre au jour l'ensemble urbain romain le plus complet de la péninsule Ibérique. À ce titre, Baelo Claudia, sans présenter de chefs-d'œuvre tels que l'aqueduc de Ségovie ou l'amphithéâtre de Tarragone, constitue l'un des plus intéressants sites d'Andalousie et d'Espagne.
Le modèle urbanistique romain y est particulièrement bien respecté et peut encore être admiré de nos jours. Construite sur un plan orthogonal, Baelo Claudia se caractérise par ses rues rectilignes se croisant à angle droit, et dont les deux principales voies ne sont autres que le decumanus maximus, orienté d'est en ouest, et le cardo maximus, orienté du nord au sud. 
La ville était ceinte d'une muraille, dont subsistent quelques éléments. Cette enceinte fut édifiée sous Auguste, puis renforcée sous Néron. La faible épaisseur de ses murs témoigne d'une destination non pas militaire, mais spatiale et utilitaire. Le rôle de l'enceinte n'était pas de défendre la ville, en pleine Pax Romana, mais de délimiter un espace urbain, protégé par les dieux et entouré d'un Pomœrium. L'enceinte s'adaptait aux accidents du terrain, notamment les deux ruisseaux qui alimentaient la ville en eau douce. Elle était scandée d'une quarantaine de tours et percée de cinq portes monumentales. Certains de ces éléments ont été conservés, dont la porte Est, ou porte de Carteia, qui ouvrait sur le decumanus maximus.

### Le forum

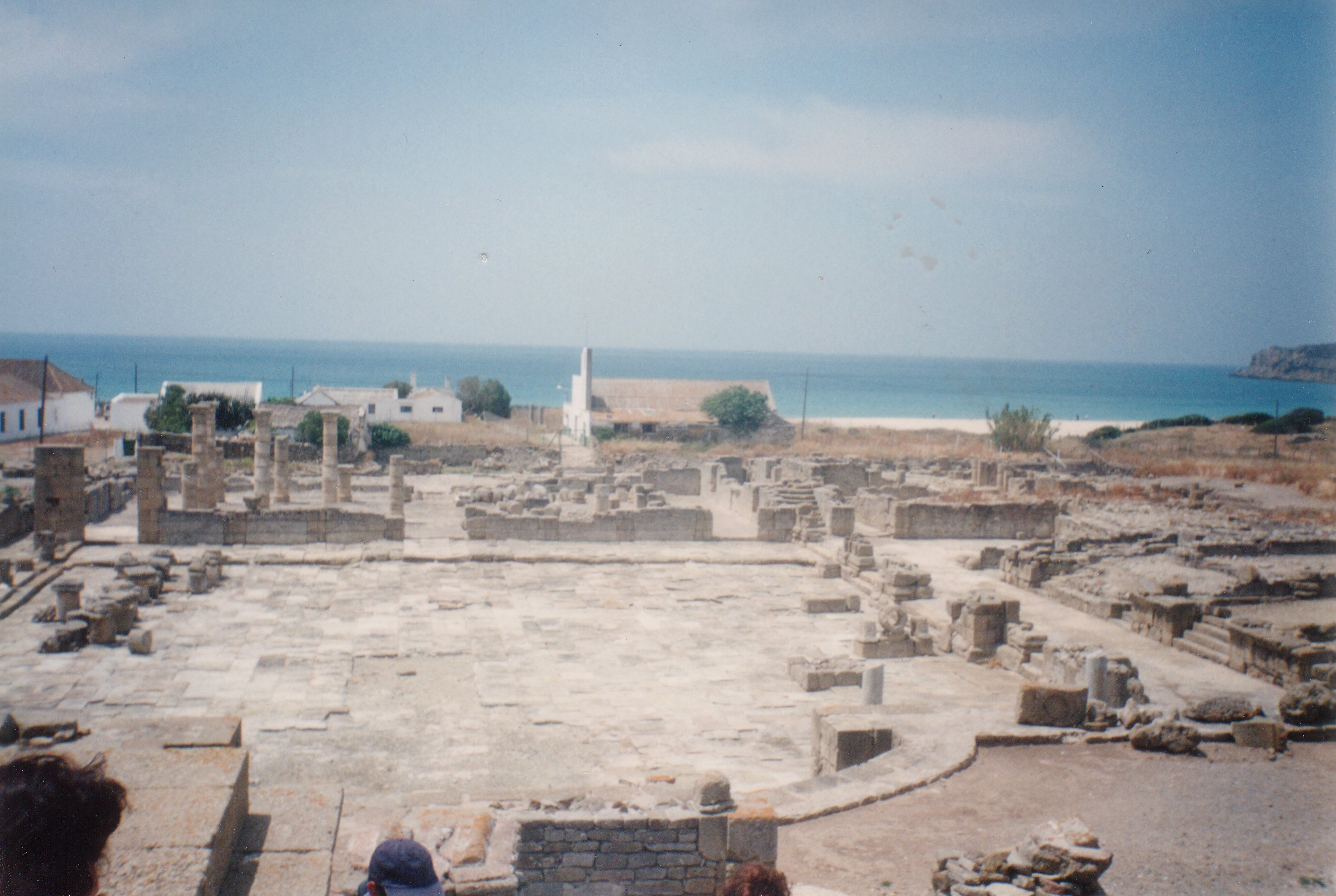
Forum de Baelo Claudia

À proximité du croisement des deux artères principales est placé, comme dans toute cité romaine, le forum, lequel représentait le centre de la vie administrative, politique et religieuse de la ville. Il fut fondé sous le règne d'Auguste, mais doit sa physionomie actuelle à l'époque de Claude et de Néron. L'espace du forum s'étend sur une surface de 3 750 m2, la place occupant un tiers de celle-ci. Il s'agit du forum le mieux conservé de la péninsule. 
Ouvert sur le decumanus maximus par deux portiques situés sur ses côtés ouest et est, il était bordé de boutiques à l'est, de bâtiments administratifs à l'ouest, d'une basilique au sud et d'une fontaine monumentale au nord. Les fondations de ces constructions ont toutes été préservées et permettent d'envisager la configuration des lieux. Au Ier siècle, le forum perd en grande partie ses fonctions commerciales pour être consacré à des fins institutionnelles. Cette reconversion, observable dans l'ensemble du monde romain occidental, explique la création d'un nouveau marché, le Macellum, à l'extérieur de l'enceinte du forum.
À l'angle nord-est du forum s'élèvent les ruines d'un temple dédié à Isis, qui présente des dimensions enviables de 29,85 mètres sur 17,70. Le culte d'Isis était assez répandu dans le monde antique, Rome adoptant officiellement la divinité à l'époque impériale. Le temple, bâti en 70 et dont la dédicace est attestée par deux plaques placées sur l'escalier d'accès, était composé de deux parties : une partie publique, réservée au culte et accueillant la cella, et une partie privée destinée aux sacerdotes qui officiaient dans le temple.
Sur le côté nord du forum, et surélevé par rapport à celui-ci, était situé le capitolium, une série de temples dédiés à la Triade capitoline. La Triade capitoline désignait les trois dieux, Minerve, Junon et Jupiter, honorés au temple de Jupiter capitolin, sur le Capitole à Rome. Ces temples, bâtis entre 50 et 70, présentent à quelques centimètres près les mêmes dimensions ; le temple de Jupiter se situe au centre. Ils sont séparés par un simple passage et prennent place chacun sur un podium doté d'un escalier d'accès. Précédés de quatre colonnes en façade, les temples renfermaient les statues des dieux ; toutefois, le culte se déroulait sur les petits autels situés à l'extérieur. Représentant la religion officielle impériale, ces temples constituaient le cœur sacré de la cité. Leur surélévation par rapport au reste du forum symbolise la soumission de la ville aux forces divines et la protection qu'elles apportent.
La basilique, construite entre 50 et 70, est un édifice de près de 600 m2 situé sur le flanc sud du forum, destiné à plusieurs usages. Elle servait essentiellement à l'administration de la justice, mais jouait également le rôle de lieu de culte impérial, et d'espace d'échanges commerciaux et de rencontres. Bien conservée, elle présente des murs ornés de stucs peints, organisés autour d'un vaste péristyle à vingt colonnes, sur deux niveaux, dont seul l'étage inférieur a été conservé.

### Le marché

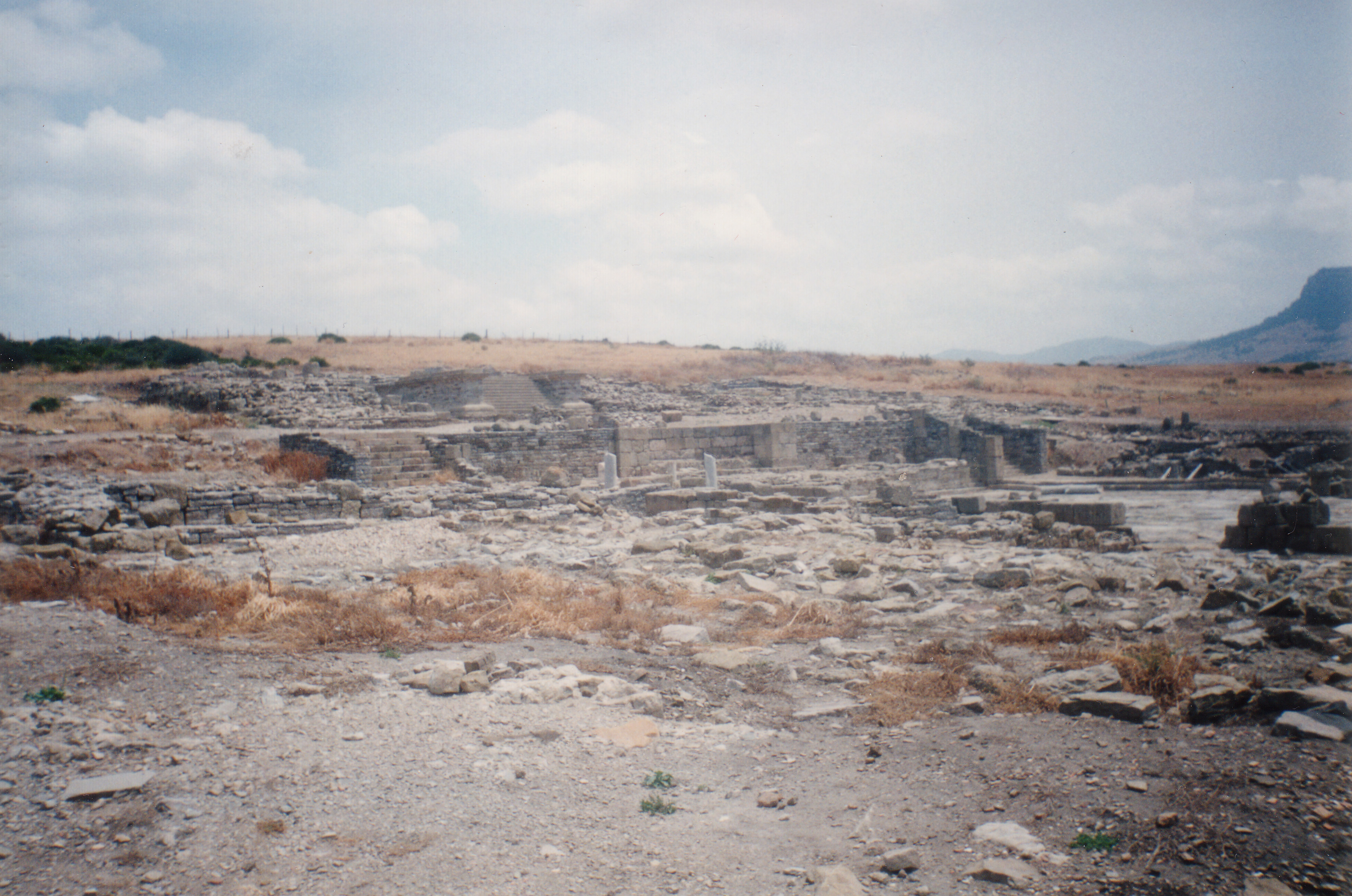
Vestiges du marché de Baelo Claudia

Dans cette ville commerciale, le marché - ou macellum - constituait un des hauts lieux de Baelo Claudia. Il fut déplacé à son emplacement actuel, au sud-ouest du forum, lorsqu'en fut décidée la réorganisation. Il fut abandonné à la fin du IIe siècle. 
Le macellum se présente sous la forme d'une place à portiques, dont seules subsistent les fondations. Élevé sur deux niveaux, il disposait de petites boutiques, dont les marchandises étaient exposées à l'extérieur, et était fermé la nuit. Une statue, probablement de Mercure, était placée dans une chapelle centrale. Son bon état de conservation (il s'agit d'un des seuls marchés conservés du monde romain) laisse envisager une future reconstitution partielle des lieux.

### Ateliers de salaison

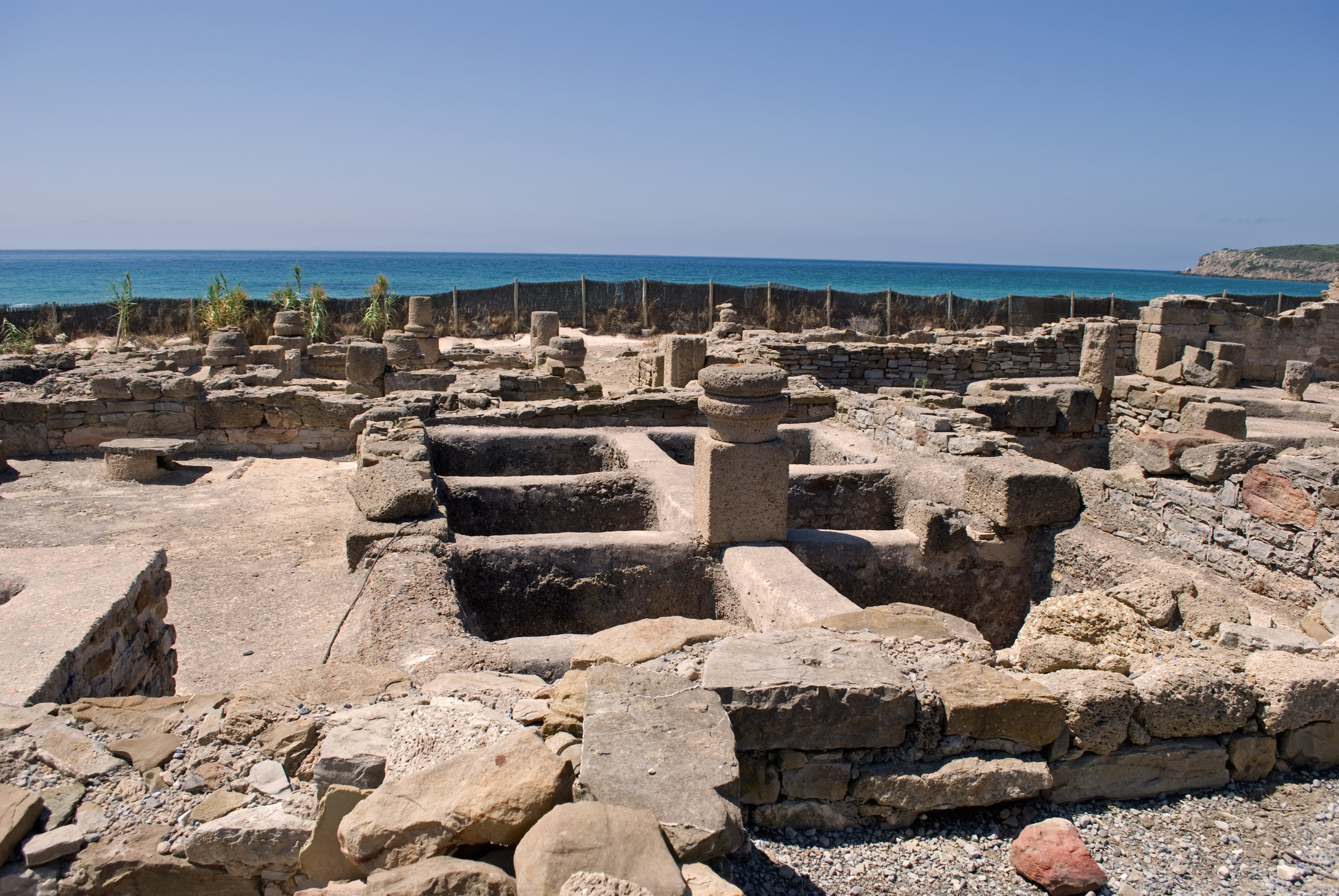
Atelier de salage de poisson et de garum

Il subsiste à Baelo Claudia trois d'ateliers de salaison, situés dans la zone industrielle de la ville, à proximité immédiate de la mer. Ils étaient utilisés pour la salaison des denrées alimentaires et la préparation du garum, une sauce à base de poisson fermenté dans du sel, servant de condiment fort apprécié dans la Rome antique. 
Les salaisons consistaient à ne garder que la chair du poisson - essentiellement du thon - puis à le couper en cubes. Les cubes étaient ensuite plongés dans le sel et entreposés dans des bassins creusés à même le sol. Dans ces bassins étaient déposés des couches successives de poisson et de sel, le tout demeurant une vingtaine de jours jusqu'à fermentation complète. Le résultat était mis en amphores et entreposé jusqu'au transport. La préparation du garum différait sensiblement, puisqu'il s'agissait de concocter un condiment et non de la viande de poisson.
Des trois ateliers, le mieux conservé présente encore ses salles de travail, son puits d'eau douce et les bassins dans lequel était pratiquée la salaison. Ces ateliers sont situés à proximité de vastes demeures à portiques, qui étaient très probablement occupées par les propriétaires des ateliers, ou servaient de dépendances.

### Le théâtre

Théâtre romain

Le théâtre de Baelo Claudia fut construit à la fin du Ier siècle, mais ne connut qu'une courte vie, son usage théâtral semblant cesser à la fin du IIe siècle, pour être utilisé postérieurement comme nécropole. Ses dimensions sont respectables, avec un mur de scène (frons scaenae) de 67 mètres de long pour 15 mètres de haut. Placé à l'ouest du site, non loin de la muraille, il prend place sur le flanc d'une colline, qui sert d'assise aux gradins.
Bien conservé, il présente encore ses sept portes d'accès percées sous les gradins en partie préservés, et les parties basses du mur de scène.

### Les thermes
Construits entre la fin du Ier siècle et le début du IIe siècle, les thermes demeurèrent en service jusqu'à la fin du IVe siècle. Situés au sud-est du site contre le decumano maximus et la muraille, ils ne sont aujourd'hui que partiellement fouillés. Ils étaient composés d'un caldarium, d'un tepidarium et d'un frigidarium. On ne peut encore à l'heure actuelle affirmer qu'il s'agit des thermes principaux de la cité. Ces thermes ne sont en effet peut-être que des bains appartenant à la résidence d'un membre de l'oligarchie locale.

Baelo Claudia
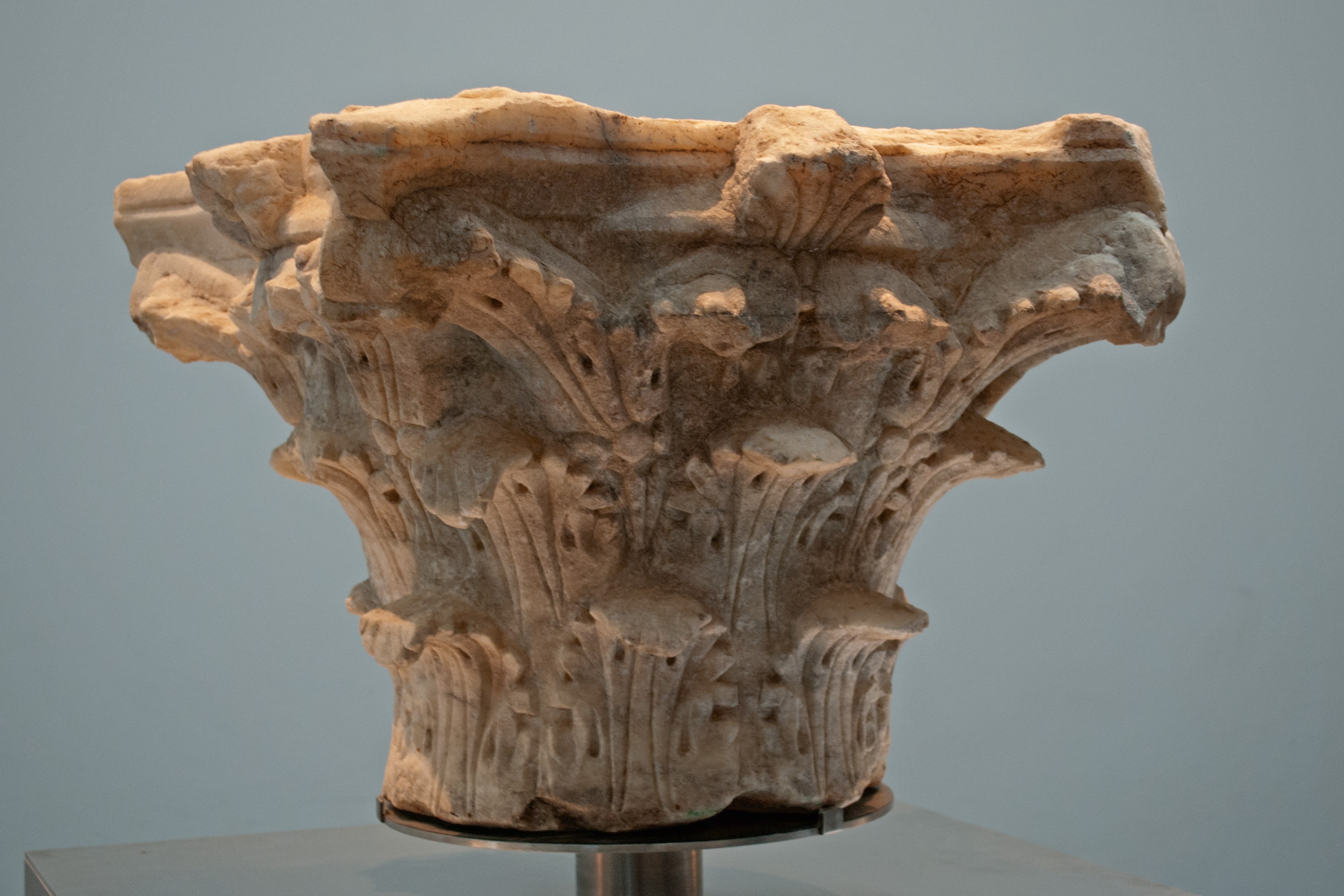
Chapiteau romain
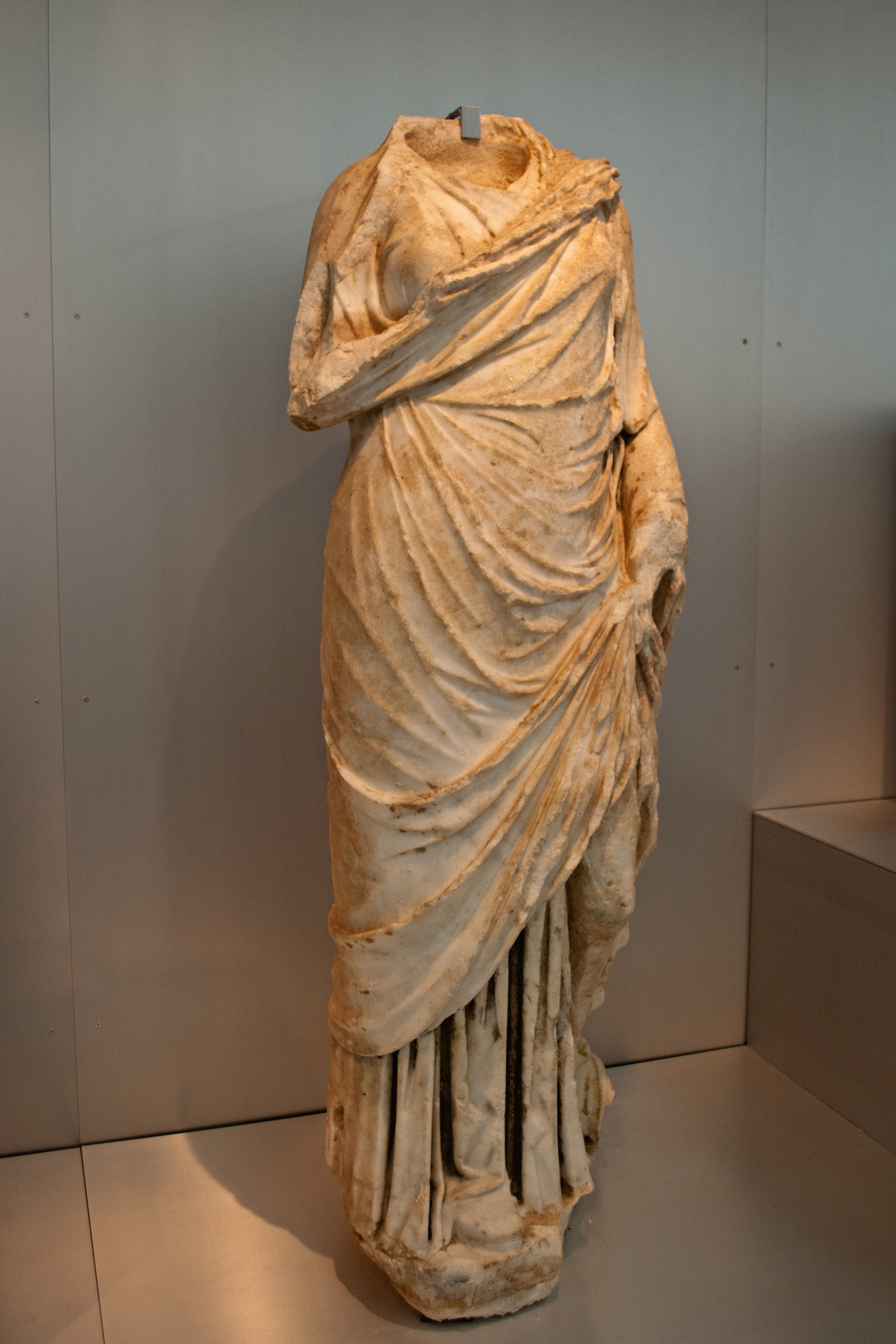
Statue d'une dame romaine
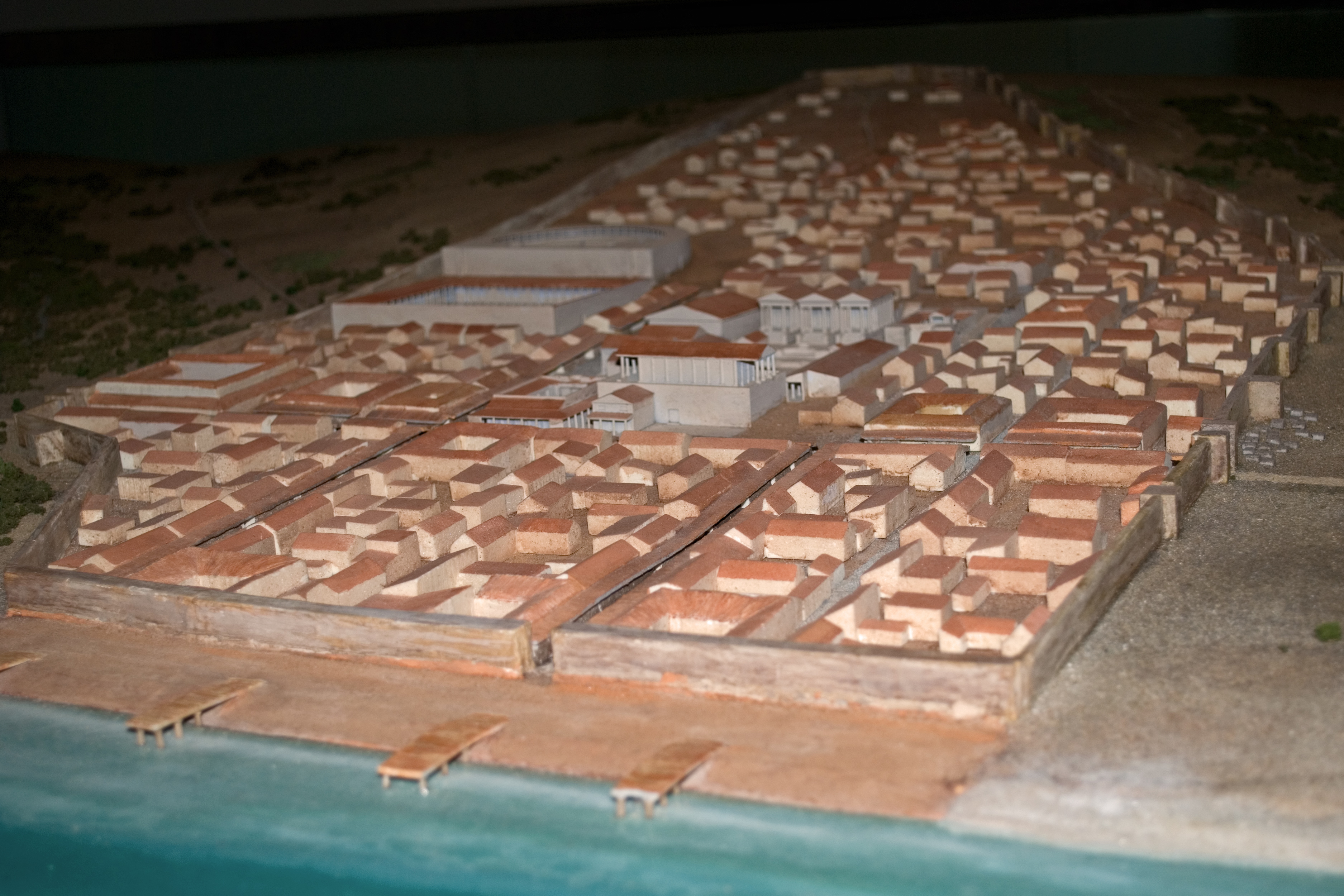
Maquette de la cité romaine